# Malas (Oberstaufen)
Malas (mundartlich: Maləs, uf Maləs na) ist ein Gemeindeteil der Marktgemeinde Oberstaufen im bayerisch-schwäbischen Landkreis Oberallgäu.

## Geographie
Das Feriendorf liegt circa 800 Meter südwestlich des Hauptorts Oberstaufen oberhalb von Weißach. Nördlich von Malas verläuft die Queralpenstraße B 308.

## Ortsname
Der Ortsname stammt vom Personennamen Malhart und bedeutet Siedlung des Malhart.

## Geschichte
Malas wurde erstmals urkundlich im Jahr 1467 als Malharz erwähnt. 1965 wurde die Kuranstalt Malas eröffnet.